# Età regia di Roma
Nella storia romana, con età regia si intende il periodo successivo alla fondazione di Roma (753 a.C.) e precedente l'istituzione della Repubblica (509 a.C.) durante il quale, secondo la tradizione, Roma sarebbe stata retta da sette re.

## Cronologia
Per ogni aspetto della società regia (es. forma di governo, diritto, religione, economia, cultura letteraria, artistica, ecc.) si rimanda alla voce Civiltà romana.
Qui vale la pena ricordare solo che il rex era, nella Roma arcaica, il supremo magistrato, eletto - ad esclusione di Romolo, re di diritto in quanto fondatore della città - dai patres, i capifamiglia delle gentes originarie, per reggere e governare la città. Non esistono riferimenti riguardanti un principio ereditario nell'elezione dei primi quattro re (latini), mentre per i successivi tre re (etruschi) fu stabilito un principio di discendenza matrilineare.
Di conseguenza gli storici antichi ritennero che i re fossero scelti tenendo conto delle loro virtù. Per gli storici antichi risulta difficile definire i poteri dei re, a cui attribuiscono funzioni uguali a quelle dei successivi consoli d'età repubblicana. Alcuni studiosi moderni hanno ipotizzato che il potere supremo fosse del popolo e che il re fosse solo il capo esecutivo; secondo altri, invece, il sovrano aveva il potere assoluto, mentre al Senato e al popolo rimaneva un ruolo secondario, di controllo. Le insegne del potere del re erano dodici littori recanti fasci dotati di asce, poi la sedia curule, il diadema bianco sul capo, toga e scarpe rosse.
Presupponendo che il sovrano avesse avuto i poteri tradizionalmente attribuiti a questa figura, egli sarebbe stato: capo con potere esecutivo, comandante in capo dell'esercito, capo di Stato, pontefice massimo, legislatore e giudice supremo. L'elezione dei re avveniva con un processo che prevedeva il coinvolgimento dell'interrex, del Senato, dei Comizi Curiati, come anche dei sacerdoti che dovevano determinare la volontà degli dei tramite l'interpretazione degli auspici. In teoria era il popolo romano a eleggere i propri re, ma nella pratica il Senato aveva un ruolo molto importante nel controllare questo processo.
Il re aveva inoltre funzioni sacrali, rappresentando Roma e il suo popolo di fronte agli dei. Come tale egli aveva il controllo sul calendario. Tali funzioni rimasero anche dopo la fine della monarchia nella figura del rex sacrorum.

### I primi quattro re
I primi quattro re della tradizione romana (Romolo, Numa Pompilio, Tullo Ostilio e Anco Marzio), di origine latina e sabina, coprono un periodo di 137 anni nel corso dei quali viene posta la nascita della città e di molte delle sue usanze e istituzioni. Gli stessi re sembrano ricalcare, nella loro descrizione e negli atti loro attribuiti, un preciso ruolo secondo questo schema: vi è il fondatore, istitutore della regalità e dello Stato, il sacerdote, istitutore della religione romana, il guerriero, artefice dell'espansione militare, e il mercante, artefice della prosperità e della "guerra giusta".

#### Romolo (753 - 716 a.C.)
Secondo la tradizione, Romolo fu il primo re di Roma e il fondatore eponimo della città. Di origini latine, figlio del dio Marte e di Rea Silvia, figlia di Numitore, re di Alba Longa, secondo la tradizione fondò Roma, tracciandone il confine sacro, il pomerio, il 21 aprile 753 a.C. In tale occasione uccise il fratello gemello Remo, reo di aver varcato in armi il sacro confine. Una volta costruita la città sul colle Palatino, egli invitò criminali, schiavi fuggiti, esiliati e altri reietti a unirsi a lui con la promessa del diritto d'asilo. Così facendo Romolo popolò Roma, rapendo le donne ai vicini Sabini della città di Cures, così da dare mogli ai suoi uomini (vedi ratto delle sabine e Tarpea). Ciò provocò una guerra tra questi due popoli, che si concluse con una alleanza, tanto che i Sabini si insediarono sul colle Quirinale con il loro re, Tito Tazio, il quale condivise con Romolo il potere.
Romolo divise il popolo tra coloro che potevano combattere e coloro che non potevano farlo. Scelse i più nobili tra i cittadini per formare il Senato, facendo sì che i loro discendenti costituissero l'élite nobiliare della futura Repubblica. Egli istituì anche i Comizi curiati, ai quali spettava il compito di ratificare, tra le altre cose, le leggi. Istituì anche gli auguri. Romolo condusse, inoltre, diverse guerre di conquista contro le città di Fidene e Veio.
A lui risale la divisione della popolazione patrizia nelle tribù dei Tities, dei Ramnes e dei Luceres, che erano a loro volta suddivise in dieci curie, le quali dovevano in caso di pericolo fornire all'esercito romano un contingente militare costituito da cento fanti e dieci cavalieri, per un totale complessivo di 3 000 fanti e 300 cavalieri. Dopo aver regnato 40 anni, Romolo, secondo la leggenda, fu rapito in cielo durante una tempesta. Secondo i suoi stessi desideri, una volta morto fu divinizzato nella figura di Quirino, dio sabino venerato sul Quirinale.

#### Numa Pompilio (715 - 673 a.C.)
Numa, il "re sacerdote", probabilmente di origine sabina, fu il secondo re di Roma e il suo regno di 43 anni fu prospero e pacifico (non intraprese infatti nessuna guerra). Riformò il calendario, basandolo sull'anno solare e stabilendo che durasse 12 mesi (suddivisi in giorni fasti e nefasti) anziché 10 come era stato fino ad allora, istituì diversi rituali religiosi e i collegi sacerdotali dei Flamini, dei Pontefici, dei Salii e delle Vestali. Numa organizzò Roma e l'area circostante in distretti per rendere più facile l'amministrazione. A lui è anche attribuita l'organizzazione delle prime associazioni professionali di Roma. Fece costruire numerosi templi, tra cui i templi di Vesta e Giano. Secondo la tradizione, durante il suo regno cadde dal cielo lo scudo di Marte con sopra scritto il destino di Roma. Numa ordinò che ne fossero fatte 11 copie, che divennero oggetti sacri e di venerazione per i Romani. Morì per cause naturali.

#### Tullo Ostilio (673 - 641 a.C.)
Tullo Ostilio, il "re guerriero", fu il terzo sovrano di Roma. Regnò 32 anni, costruì la Curia, sede delle riunioni del Senato, e guerreggiò contro Fidene, Veio e Alba Longa che distrusse, come tramandato nell'episodio dello scontro tra Orazi e Curiazi, conquistandola e deportandone la popolazione a Roma, sul Celio, ingrandendo così la stessa città di Roma. Fece addirittura un'altra guerra contro i Sabini. Fu così bellicoso, avendo istituito tutto quanto riguarda la disciplina militare e l'arte della guerra, e così poco rispettoso degli dei che, stando alla tradizione, fu ucciso da un fulmine che bruciò lui e la sua casa.

#### Anco Marzio (640 - 616 a.C.)

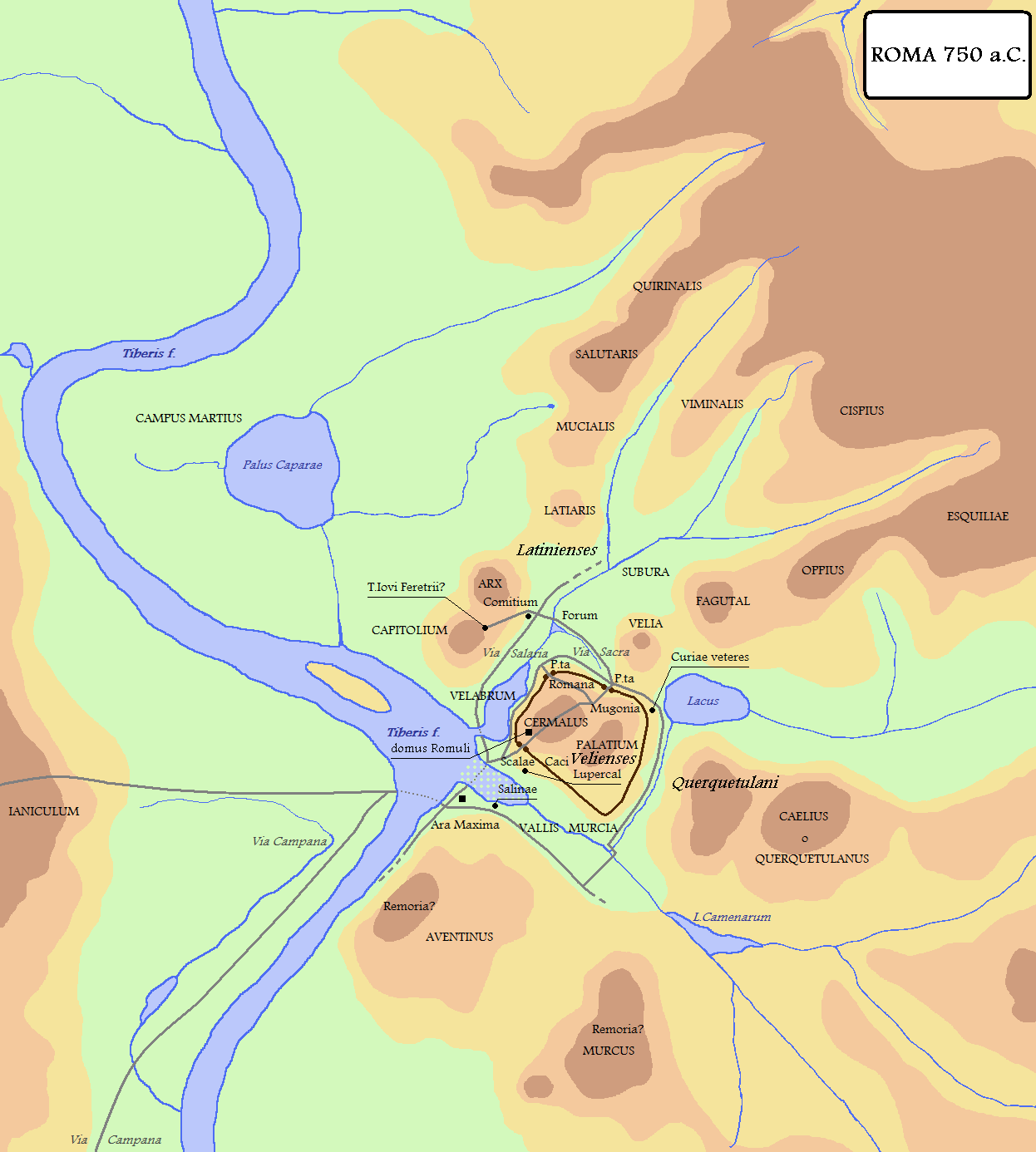
Roma nell'anno della sua fondazione, nel 753 a.C.

Anco Marzio, il "re mercante" fu il quarto re di Roma. Era probabilmente il nipote di Numa Pompilio da parte di figlia e quindi di origine sabina. Regnò 24 anni. Fortificò il colle Gianicolo e si scontrò coi Latini a Medullia, deportando gli sconfitti nell'area dell'Aventino. Fondò Ostia alla foce del Tevere, costruì il pons Sublicius (il primo sul Tevere), il Tullianum, la prima prigione di Roma, sul Campidoglio e la prima salina e promosse i commerci. Ristabilì le cerimonie istituite da Numa. Istituì il collegio sacerdotale dei Feziali. Con lui la città si ingrandì e diverse città si allearono con Roma. Morì per cause naturali. A lui è fatta risalire la fondazione della plebe.

### I Tarquini
Ai primi re autoctoni, successero re dai nomi etruschi, i Tarquini, indicando in tal modo come negli ultimi 106 anni dell'età monarchica, Roma fosse venuta a trovarsi sotto l'influenza dei potenti vicini settentrionali, gli Etruschi, in quel momento all'apogeo della loro potenza. Con la cacciata dell'ultimo re etrusco, si ha l'instaurarsi del sistema repubblicano.

#### Tarquinio Prisco (616 - 579 a.C.)
Quinto re di Roma fu Tarquinio Prisco, etrusco di nascita ma greco di origine (Corinto). Dopo essere emigrato a Roma, fu adottato da Anco Marzio. Regnò 37/38 anni, periodo durante il quale potenziò la cavalleria dell'esercito aumentandone le centurie e combatté i Sabini, i Latini e gli stessi Etruschi delle dodici città. Raddoppiò (o comunque aumentò) il numero dei senatori, portandolo da 100 a 200 membri. Grazie ai tesori conquistati in guerra, eresse molti monumenti, tra i quali il Circo Massimo, le mura e la Cloaca Massima, permettendo lo sviluppo della zona del Foro. Avviò la costruzione del tempio di Giove Capitolino sul Campidoglio.
Tarquinio Prisco introdusse gli usi tipicamente etruschi delle insegne regali (anelli, scettro, paludamentum, trabea, sella curule, faleree, toga pretesta e fasci littori). Per primo trionfò sopra una quadriga dorata, con una toga riccamente decorata ed una tunica palmata (con disegni di foglie di palma). Istituì per primo anche i giochi pubblici (ludi Romani). Morì assassinato in una congiura ordita dai figli di Anco Marzio.

#### Servio Tullio (578 - 535 a.C.)
Sesto re di Roma fu l'etrusco Servio Tullio, la cui madre era di nobili origini, ma poi resa schiava. Fu genero di Tarquinio Prisco e regnò 43/44 anni, durante i quali riformò l'esercito, rendendolo accessibile alla plebe. Assoggettò i Sabini e si scontrò con le città etrusche di Veio, Caere e Tarquinia e modificò la tradizionale ripartizione delle tribù romane su base gentilizia, introducendo il principio del censo, dividendo tutti i cittadini e gli abitanti di Roma per patrimonio, dignità, età, mestiere e funzione, così da creare cinque classi sociali-economiche (Comizi centuriati). Primo fra tutti fece il censimento, contando tra gli 80 000-83 000 cittadini romani, compresi quelli delle campagne.
Creò poi quattro nuove tribù urbane (Suburbana, Palatina, Esquilina, Collina) e diciassette tribù rustiche (extra-urbane), dando così vita ai Comizi tributi. Ampliò il pomerium ed annesse alla città di Roma i colli Quirinale, Viminale ed Esquilino. Avrebbe costruito, insieme ai Latini, il tempio di Diana sul colle Aventino. Eresse numerosi templi mirando a rendere Roma il principale centro spirituale della regione. Scavò un ampio fossato intorno alle cosiddette "mura serviane" (che sembra siano state iniziate dal predecessore, Tarquinio Prisco), che cingevano tutti i sette colli. Fu assassinato in un colpo di Stato in cui era coinvolta la figlia Tullia e suo marito Lucio Tarquinio, detto "il Superbo", che salì sul trono. Di lui abbiamo notizia anche dalla tomba François a Vulci, con il nome di Macstarna.

#### Tarquinio il Superbo (535 - 509 a.C.)

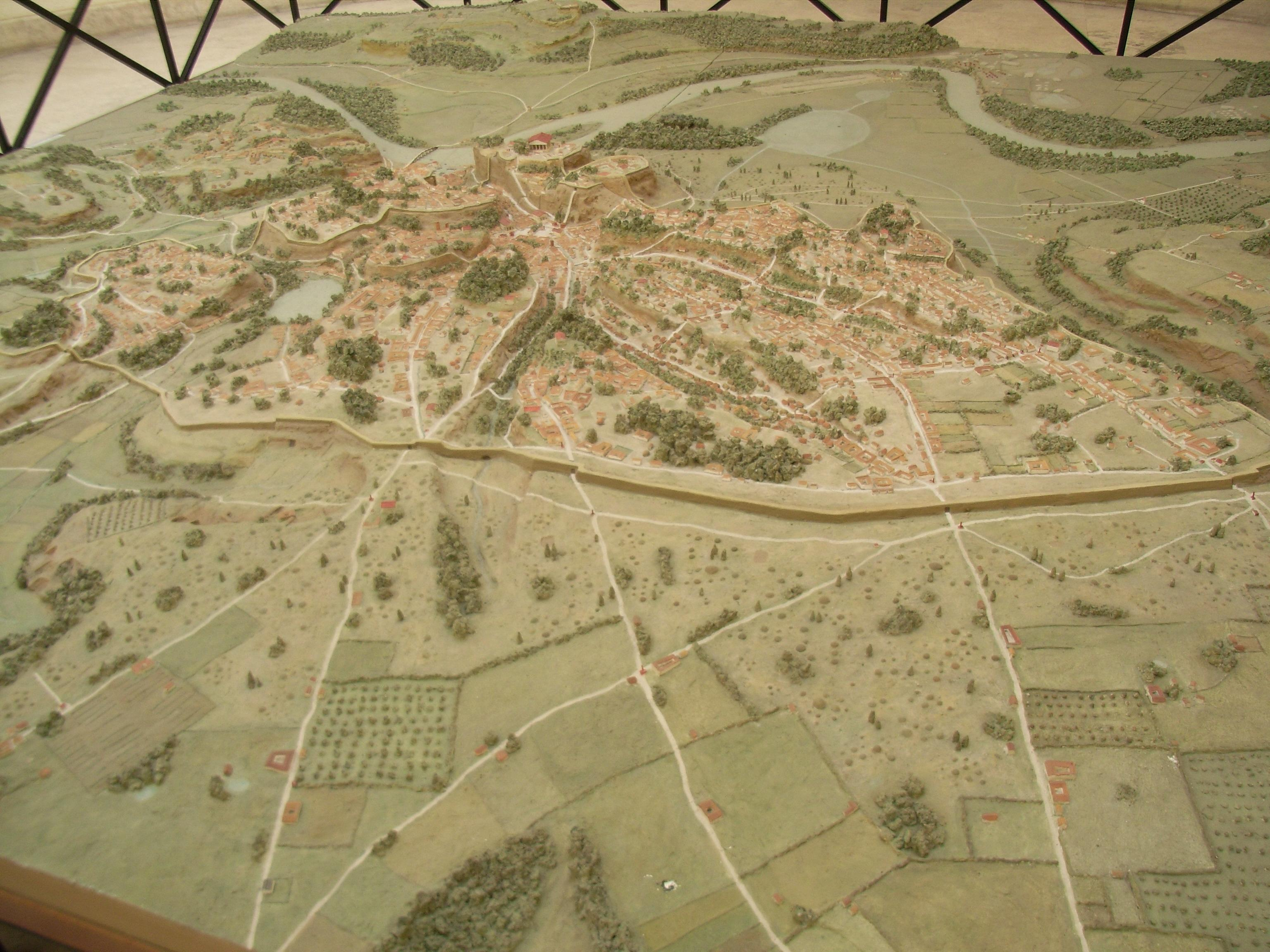
Plastico della Roma dei Tarquini presso il museo della Civiltà Romana all'EUR.

Settimo e ultimo re di Roma fu l'etrusco Tarquinio il Superbo, figlio di Tarquinio Prisco e genero di Servio Tullio. Regnò 25 anni, senza aver ricevuto ordine né dal Senato, né dal popolo romano. Negò la sepoltura al predecessore e si scontrò vittoriosamente con le città vicine di Ocricoli (di origine sabina), Gabii (di origine latina) e Suessa Pometia (occupata dai Volsci). Fece pace con i vicini Etruschi ed eresse (o completò) il tempio di Giove Ottimo Massimo sul Campidoglio. La tradizione storiografica repubblicana vuole che il suo fosse un regno fatto di omicidi, violenze e terrore, al termine del quale la monarchia (vista in maniera estremamente negativa dai sostenitori della repubblica) venne abolita, imputata come causa di tutti i mali interni di Roma all'epoca e sostituita dalla Res Publica. Anche per questi motivi gli venne affibbiato il soprannome di "Superbo" per differenziarlo dal padre. Tarquinio annullò anche molte riforme costituzionali fatte dai suoi predecessori. Distrusse anche diversi santuari e altari sabini.
Si racconta che mentre egli stava assediando la città dei Rutuli di Ardea, il figlio Sesto Tarquinio abusò della nobile e onestissima Lucrezia (moglie di Lucio Tarquinio Collatino), che per la vergogna si suicidò. Il marito Collatino, il padre Tricipitino e l'amico Lucio Giunio Bruto (anch'egli imparentato con i Tarquini), convinsero i Romani a ribellarsi e a rovesciare la monarchia nel 509 a.C., abbandonando il re e chiudendogli in faccia le porte della città.
Il Superbo tentò in seguito, sostenuto dagli alleati etruschi, di rientrare in città per ben quattro volte, ma tutte le volte subì una sconfitta. Assieme al lucumone di Chiusi sconfisse i Romani (che a loro volta inventarono delle note leggende perché non risultassero degli sconfitti, bensì dei sottomessi coraggiosi e forti; es. Orazio Coclite, Muzio Scevola, Clelia), ma il lucumone gli impedì di restaurare il suo trono e così a Roma fu istituita la Repubblica (509 a.C.). I primi consoli furono proprio Lucio Giunio Bruto e Lucio Tarquinio Collatino.
E così a Roma la monarchia era durata 243 anni sotto sette re, quando la stessa città non aveva possedimenti oltre le 15 miglia.

### Altri re di Roma
La tradizione ricorda che i re furono sette, non citando tra questi Tito Tazio, re dei Sabini del Quirinale, che pure fu associato a Romolo nell'unione tra i due popoli, e quindi regnò su Roma, anche se solamente per cinque anni. La tradizione gli attribuisce alcuni atti normativi (lex regia), ma sempre riconducibili anche a Romolo. Era imparentato con lui il secondo re, Numa Pompilio, che ne aveva sposato la figlia.
Altro nome apocrifo è quello di Mastarna, che però, secondo gli studi dell'imperatore Claudio, sarebbe da identificare con lo stesso Servio Tullio.

## Il dibattito sulle fonti
Nulla di certo si sa su questo periodo in quanto le fonti che ne parlano sono posteriori di alcuni secoli: la storiografia romana, infatti, nasce con Fabio Pittore e Cincio Alimento ai tempi delle guerre puniche, contemporaneamente all'interesse per Roma da parte della storiografia greca. A ciò si aggiunga la perdita di gran parte delle fonti e delle opere letterarie dovuta alle varie devastazioni subite da Roma (in particolare, secondo Polibio e Tito Livio l'incendio gallico del 390 a.C. avrebbe provocato la distruzione della maggior parte dei documenti più antichi) e alle vicende legate alla trasmissione dei testi classici.
Le informazioni su questo periodo derivano prevalentemente dal complesso delle tradizioni orali tramandate all'interno dei gruppi gentilizi più antichi e ha, dunque, un taglio leggendario. Questo materiale, rielaborato col passare del tempo, ha finito con il dare vita a una tradizione più o meno omogenea che si è consolidata durante la media repubblica. Purtroppo quanto ci è giunto è soltanto una parte di questa tradizione, che è stata selezionata in maniera casuale dagli accidenti della storia.
La versione che noi possediamo dell'età regia racconta come Roma sia stata governata in successione da sette re, ognuno dei quali avrebbe contribuito alla formazione della città attraverso l'introduzione di leggi e consuetudini. Gli estremi cronologici di questo periodo sono costituiti dall'anno della fondazione di Roma e da quello della detronizzazione dell'ultimo sovrano, Tarquinio il Superbo, cui sarebbe seguita la nascita della Repubblica. Per convenzione questi episodi vengono datati rispettivamente al 753 a.C. e al 509 a.C.